# Ellen Drews
Ellen Paula Drews (* 18. September 1908 in Charlottenburg; † unbekannt) war eine deutsche  Diplomingenieurin. Sie war von 1964 bis 1973 Richterin, ab 1967 Vorsitzende Richterin am Bundespatentgericht in München.

## Beruflicher Werdegang
Ellen Drews promovierte 1937 an der Technischen Hochschule München mit einer Arbeit über die Chlorierung von Benzinen. Vor ihrer Berufung zur Senatsrätin (alter Begriff für Richterin) am Bundespatentgericht 1964 war sie Oberregierungsrätin. In der Kabinettssitzung der Bundesregierung vom 5. Dezember 1967 wurde Ellen Drews zur Senatspräsidentin (alter Begriff für Vorsitzende Richterin) am Bundespatentgericht ernannt. 1973 trat sie in den Ruhestand.

## Veröffentlichungen
- Über die Chlorierung von Benzinen. München, 1938